# Walter Boenicke
Walter Boenicke (* 15. Dezember 1895 in Radisleben; † 21. April 1947 in Münsterlager) war ein deutscher Offizier in der Luftwaffe der Wehrmacht.

## Leben
Boenicke trat am 11. August 1914 in das kaiserliche Heer ein und wurde am 14. Januar 1915 zum Leutnant ernannt. Am 28. Oktober 1916 wechselte er zur Fliegertruppe und nahm eine Ausbildung als Beobachter in der Flieger-Ersatz-Abteilung 1 auf, der sich eine Ausbildung als Artillerie-Beobachter-Flieger anschloss. Anschließend ging er am 2. Januar 1917 zur  Flieger-Abteilung A 202 und ab dem 20. Februar 1917 zur Flieger-Abteilung A 13. Dem schloss sich am 19. September 1918 eine Verwendung in der Flieger-Abteilung 39 an, wo er nach Kriegsende, am 20. Dezember 1919 zum Oberleutnant befördert wurde und das Ritterkreuz des Königslichen Hausordens der Hohenzollern mit Schwerter erhielt.
Anschließend gab er den Militärdienst auf, trat aber wieder 1924, als Oberleutnant, in die Reichswehr ein. Vom 1. November 1928 bis zum 30. April 1931 nahm er an einem Fliegerlehrgang in der geheimen Fliegerschule auf dem sowjetischen Flugplatz Lipezk teil. 
Nach seiner Beförderung zum Rittmeister am 1. Juli 1933 wechselte er am 1. April 1934 zur Luftwaffe als Referent im Luftwaffen-Personalamt/Reichsluftfahrtministerium. Dort wurde er am 1. Dezember 1934 zum Major und am 1. Juli 1937 zum Oberstleutnant befördert. Am 1. April 1938 übernahm er als Gruppenkommandeur die Aufklärungsgruppe 12 des Aufklärungsgeschwaders 11 und wurde gleichzeitig Kommandant des Fliegerhorstes Stargard. Anschließend ging er am 1. Februar 1939 zurück ins RLM und wurde dort am 1. April 1939 zum Oberst befördert. 
Am 22. Juni 1940 wurde er Chef des Generalstabes des I. Fliegerkorps, das zu dieser Zeit im Westfeldzug aktiv war. Er nahm diese Aufgabe auch in der Luftschlacht um England und beim Überfall auf die Sowjetunion wahr. Nach seiner Beförderung zum Generalmajor am 1. September 1941 wechselte er am 10. November 1941 als Chef des Stabes zum Festungskommandant Kreta in Griechenland und am 25. Juni 1942 in gleicher Funktion zum Luftwaffen-Befehlshaber Mitte. Knapp ein Jahr später wechselte er auf den Generalstabs-Chefposten des X. Flieger-Korps der Luftflotte 2 in Griechenland, wo er am 1. September 1943 zum Generalleutnant befördert wurde. Ab 1. November 1943 in die Führerreserve versetzt, erhielt er am 20. März 1944 das Deutsche Kreuz in Gold und übernahm am 20. Januar 1944 als Kommandeur die 3. Flieger-Division. Aufgrund einer Verwundung musste er dieses Amt am 17. Februar 1944 aufgeben und verbrachte die nächsten Monate im Lazarett. Hier erhielt er am 14. Mai 1944 das Ritterkreuz des Eisernen Kreuzes. Nach seiner Genesung erhielt er das Kommando als Kommandierender General und Befehlshaber im Luftgau III in Berlin und erhielt am 1. März 1945 die Beförderung zum General der Flieger. Nach der bedingungslosen Kapitulation der Wehrmacht am 8. Mai 1945 geriet er in britische Kriegsgefangenschaft, in der er durch Suizid verstarb.